# Saint-Germain-lès-Corbeil
Saint-Germain-lès-Corbeil è un comune francese di 7 230 abitanti situato nel dipartimento dell'Essonne nella regione dell'Île-de-France.

## Società

### Evoluzione demografica
Abitanti censiti